# Hồ Tahoe
Hồ Tahoe (/ˈtɑːhoʊ/; Washo: dáʔaw) là một hồ nước ngọt ở dãy núi Sierra Nevada của Hoa Kỳ. Hồ này nằm dọc theo biên giới giữa hai tiểu bang California và Nevada, phía tây của Thành phố Carson, Nevada. Hồ này có nước trong và cảnh quan núi non bao quanh. Khu vực xung quanh hồ cũng được gọi là Hồ Tahoe hay vắn tắt hơn là Tahoe. Ở đây có nhiều khu nghỉ mát trượt tuyết, khu giải trí mùa Hè. 

## Địa danh
Tên gọi Tahoe bắt nguồn từ một từ trong tiếng Washo "dá’aw" nghĩa là "hồ", nên Hồ Tahoe có nghĩa là "Hồ Hồ".

## Địa lý

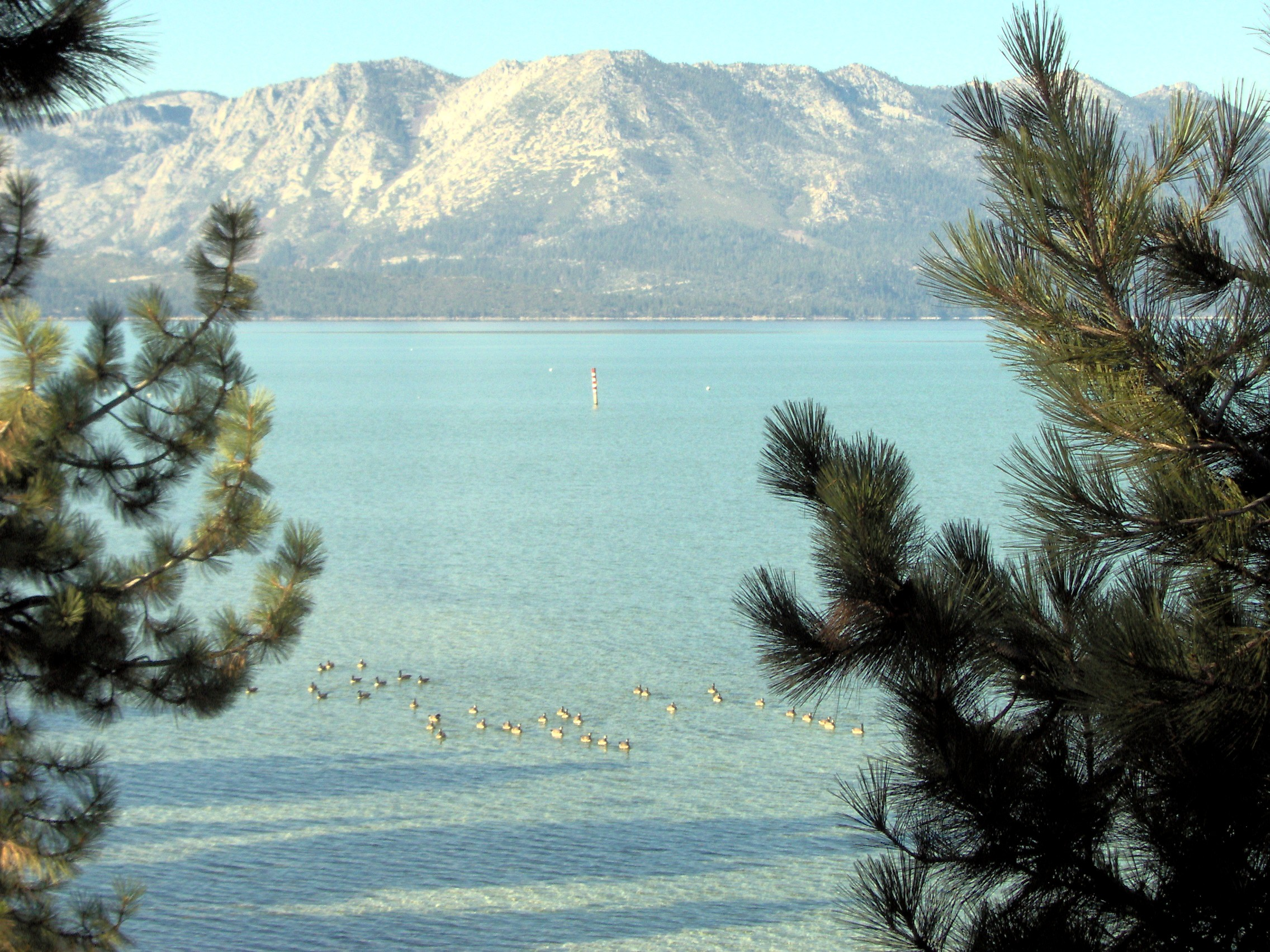
Hồ Tahoe nhìn từ bờ nam

Hồ Tahoe là hồ sâu thứ 2 ở Hoa Kỳ, với độ sâu tối đa 1.645 foot (501 m), chỉ sau hồ Crater ở Oregon với độ sâu 1.949 ft (594 m). Tahoe cũng là hồ sâu thứ 15 thế giới và cũng là hồ có độ sâu trung bình thứ 15 thế giới. Hồ có kích thước dài 35 km, rộng 19 km và có chu vi 116 km với diện tích mặt nước 495 km².

Khoảng 2/3 bờ hồ nằm ở tiểu bang California. Bờ nam là thành phố lớn nhất bên hồ South Lake Tahoe, California, tiếp nối với thị xã Stateline, Nevada, còn Tahoe City, California nằm ở bờ tây bắc của hồ này. Dù có các đường cao tốc chạy xung gần tầm nhìn phần lớn chu vi hồ này, nhiều phần bờ hồ nào thuộc các công viên bang được Cục Bảo vệ rừng Hoa Kỳ bảo vệ.